# BA CityFlyer
BA CityFlyer — британская региональная авиакомпания со штаб-квартирой в Дидсбери (Манчестер), осуществляющая регулярные пассажирские авиаперевозки по аэропортам внутри страны и в Европу из аэропорта Лондон-Сити, являющегося портом приписки и главным транзитным узлом (хабом) компании. Полностью принадлежит флагманской авиакомпании British Airways, работает под её брендом и использует нумерацию рейсов в маршрутной сети BA.
BA CityFlyer работает под лицензией класса «A» Управления гражданской авиации Великобритании, которая позволяет эксплуатировать самолёты вместимостью более 20 пассажирских мест и осуществлять авиаперевозку грузов, в том числе и почтовой корреспонденции.

## История
В 2007 году British Airways провела сделку по продаже авиакомпании BA Connect другому авиаперевозчику Flybe, при этом оставив за собой все слоты перевозок в лондонском аэропорту «Сити» и десять реактивных лайнеров Avro RJ100. Данное исключение из сделки повлекло за собой решение руководства British Airways возобновить собственные региональные перевозки на реактивных самолётах, с 1999 по 2001 годы выполнявшиеся её дочерней структурой CityFlyer Express из другого лондонского аэропорта Гатвик. Для этого была образована новая авиакомпания BA CityFlyer, маршрутная сеть регулярных перевозок строилась из аэропорта Лондон-Сити. 8 февраля 2007 года дочерняя компания получила сертификат эксплуатанта и уже в марте того же года начала операционную деятельность.

## Флот

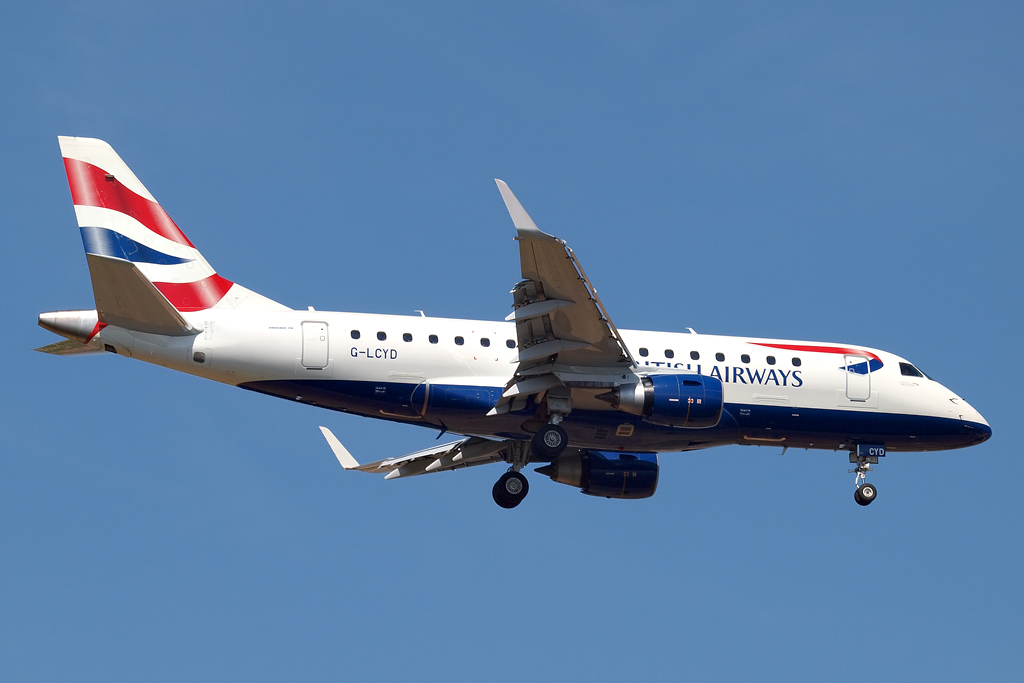
Embraer E-170 авиакомпании BA CityFlyer в аэропорту Кальяри/Эльмас, август 2011 года

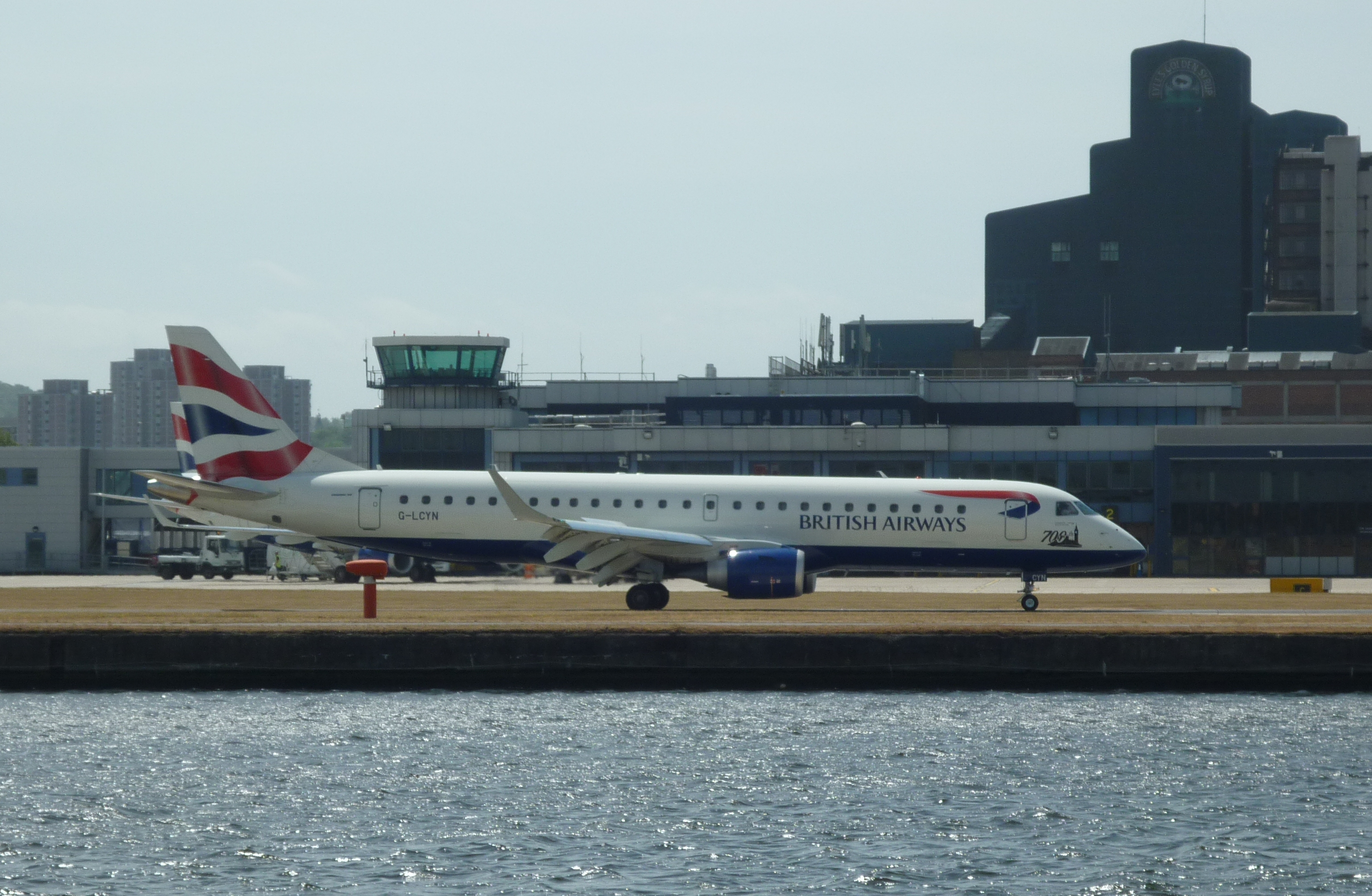
Embraer E-190 авиакомпании BA CityFlyer в аэропорту Лондон-Сити

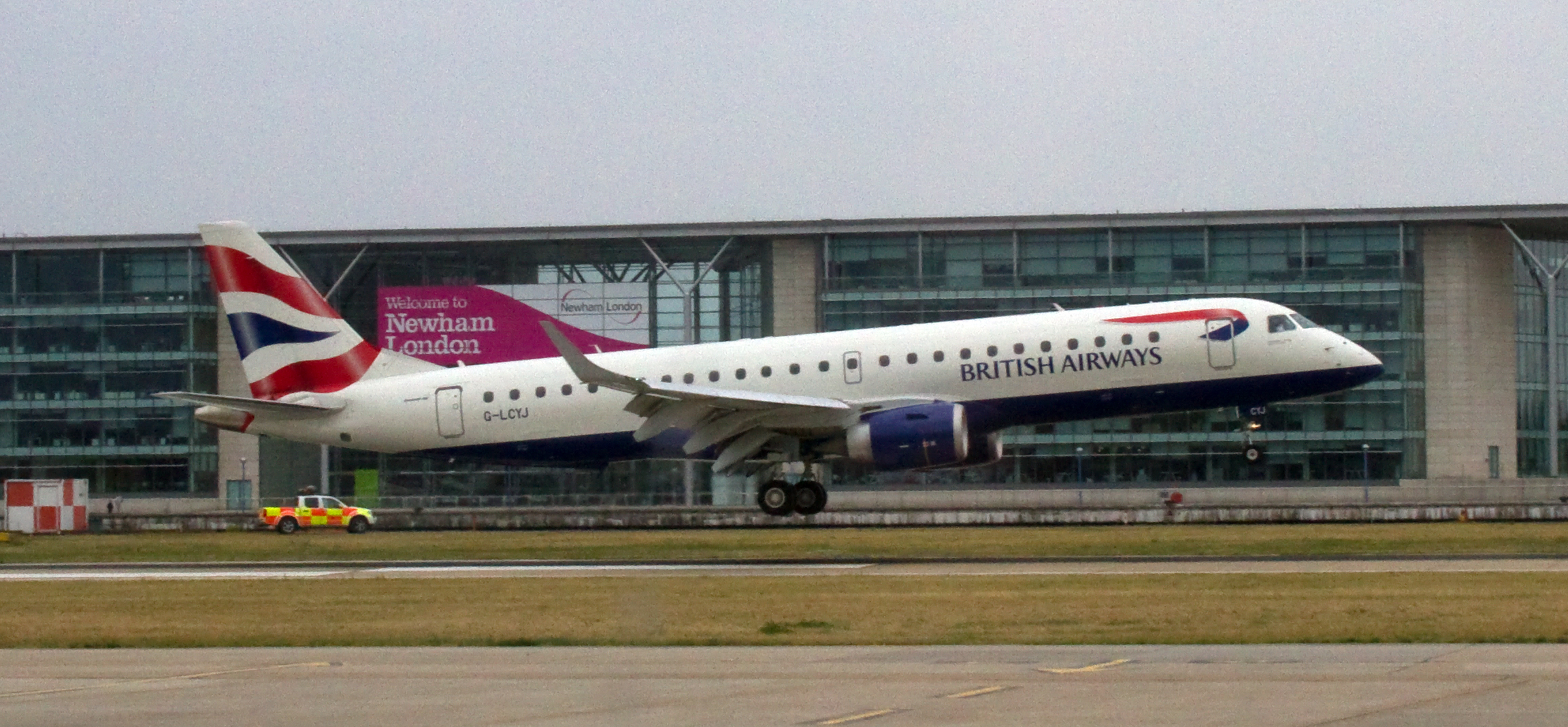
Embraer E-190 авиакомпании BA CityFlyer, аэропорт Лондон-Сити

По состоянию на май 2018 года воздушный флот авиакомпании BA CityFlyer состоял из следующих судов, средний возраст которых был равен 8,3 годам:
| Тип самолёта  | В эксплуатации | Заказано | Пассажирских мест | Примечания |
| Embraer E-170 | 6              | 0        | 76                |            |
| Embraer E-190 | 16             | 0        | 98                |            |
| Всего         | 22             | 0        |                   |            |

До 2009 года BA CityFlyer эксплуатировала самолёты Avro RJ85 и Avro RJ100. В декабре 2008 года авиакомпания подписала договор с корпорацией Embraer с твёрдым заказом 11 лайнеров (6 единиц Embraer E-170 и 5 единиц Embraer E-190), которые были доставлены и введены в эксплуатацию в сентябре следующего года. 14 июля 2010 года Avro RJ85 были окончательно сняты с маршрутной сети перевозчика.

### Самолёты в лизинге
9 мая 2012 года руководство BA Cityflyer объявило о запуске с 28 мая регулярного рейса между аэропортом Лондон-Сити и аэропортом острова Мэн, рейсы по которому планировалось осуществлять до 25 июня 2012 года пять раз в неделю на самолётах Embraer E-170, а после этой даты увеличить частоту до трёх полётов в день, заменив при этом 76-местный E-170 на 50-местный самолёт Saab 2000, взятый по долгосрочному контракту в мокрый лизинг у авиакомпании Eastern Airways. Лайнер планировалось полностью перекрасить в цвета British Airways, пилоты и кабинные экипажи самолёта Eastern Airways при этом должны будут носить форму BA на всех внутренних рейсах под брендом British Airways.

## Статистика
В 2011 году услугами авиакомпании BA Cityflyer воспользовалось более 1,1 миллиона человек, что на 41% больше по сравнению с прошлым 2010 годом.

## Авиапроисшествия и несчастные случаи

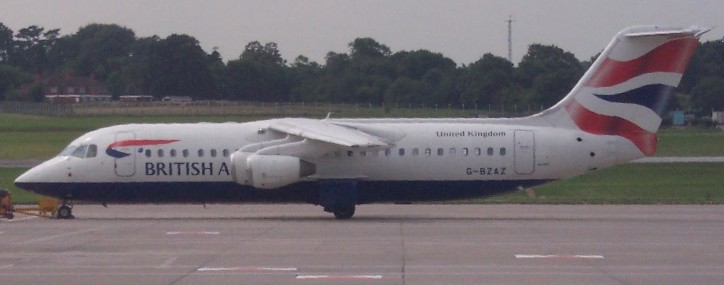
Avro RJ100 авиакомпании BA CityFlyer

- 13 февраля 2009 года. У самолёта Avro RJ100 (регистрационный G-BXAR), следовавшего регулярным рейсом BA 8456 из амстердамского аэропорта Схипхол в аэропорт Лондон-Сити, при посадке в аэропорту назначения подломилась и разрушилась передняя стойка шасси. На борту лайнера находилось 67 пассажиров и 4 члена экипажа, в результате инцидента никто серьёзно не пострадал, однако двоих пассажиров пришлось отправить в больницу(один из них получил незначительные травмы). Самолёт получил повреждения и был списан за счёт страховой компании в мае 2009 года[9][10]. Исследование разрушенной арматуры стойки показало, что при проведении очередного технического обслуживания не были полностью выполнены работы по сервисному бюллетеню Messier-Dowty SB.146-32-150, при этом в документах зафиксировано его полное выполнение. Стойки самолётов Avro RJ100 BA CityFlyer и других компаний-эксплуатантов проходили плановые ремонты на базе «Messier Services» в Стерлинге (штат Виргиния, США). 27 февраля 2009 года Управление гражданской авиации Великобритании выпустило экстренную Директиву EASA AD 2009-0043-E с требованием провести внеплановый осмотр и ремонт всех стоек шасси эксплуатирующихся в авиакомпаниях самолётов Avro RJ100[11][12].